# Marlyn Ocampo
Marlyn Ocampo, también conocida como Heartburns o simplemente Marlyn es una drag queen y maquilladora profesional filipina, conocida por competir en la segunda temporada de Drag Den.

## Vida y carrera
Marlyn comenzó su carrera en el drag en 2017, aprovechando sus ya amplios conocimientos sobre maquillaje. Ese mismo año fue la ganadora de los NYX Face Awards de Filipinas, obteniendo el primer puesto.
En 2022 trabajó como la maquilladora personal de Manila Luzon durante la grabación de la primera temporada del programa drag filipino Drag Den. En diciembre de 2023 se anunció que Marlyn competiría en la segunda temporada del programa, convirtiéndose en la primera persona AFAB (assigned female at birth) en competir en un programa drag filipino. Así mismo acudió como invitada a la premiere de la temporada, desfilando también por la alfombra roja.
A lo largo de su carrera Marlyn ha sido una gran defensora del papel de las personas AFAB dentro de la comunidad drag, y ha sido reconocida como una de las artistas AFAB más importantes de Filipinas. Ha sido además reconocida como una inspiración por el artista drag Thomas Cipriano, a quien la propia Marlyn enseñó sobre maquillaje y le introdujo en la escena drag.

## Vida personal
Marlyn expresó en 2023, a través de la red social Twitter, que se identificaba públicamente con el término AFAB (asignada mujer al nacer) y no como mujer cis debido a que aún no estaba segura de cuál era su identidad de género.